# Eurovision Song Contest 1983
Il ventottesimo Gran Premio Eurovisione della Canzone si tenne a Monaco di Baviera (Germania Ovest) il 23 aprile 1983.

## Storia
L'Irlanda decise di non partecipare al concorso del 1983, mentre Francia, Grecia e Italia fecero il loro ritorno, riportando il numero di partecipanti a 20. Non fu un'edizione particolarmente spettacolare, quella di quest'anno. Non ci furono le cartoline di presentazione dei cantanti e la scenografia non fu molto fastosa. La presentatrice, Marlene Charell cercò di annunciare tutte le canzoni in tedesco, inglese e francese, ma fu particolarmente arduo per lei, tanto che fece molti errori. Durante le votazioni sbagliò circa tredici volte.
Il “Gran Premio dell'Eurovisione” fu vinto da Corinne Hermes con il brano Si la vie est cadeau, per il Lussemburgo; la canzone divenne molto famosa in Francia. Altri artisti da ricordare furono la rappresentante della Svezia, Carola Haeggkvist, che con il brano Fraemling, si piazzò al terzo posto e divenne molto famosa nella sua terra (nel 1991 tornerà all'ESC per vincerlo), e Daniel Popovic, rappresentante della Jugoslavia, con il brano Julie, che si classificò al quarto posto. Ofra Haza rappresentò Israele e fu seconda: più tardi sarebbe diventata famosa in tutta Europa. Spagna e Turchia, con zero punti, furono ultimi. L'Australia, per la prima volta mandò in onda il concorso. Mariella Farré rappresenta la Svizzera con un brano in italiano, Io così non ci sto. L'Italia ritorna all'Eurofestival con Riccardo Fogli; il brano s'intitola Per Lucia ed è undicesimo.

## Stati partecipanti

Stati partecipanti
Paesi che hanno partecipato in passato ma non nel 1983

Stati partecipanti
     Paesi che hanno partecipato in passato ma non nel 1983
| Stato                    | Artista                     | Brano                   | Lingua       | Processo di selezione                                      |
| ------------------------ | --------------------------- | ----------------------- | ------------ | ---------------------------------------------------------- |
| Austria                  | Westend                     | Hurricane               | Tedesco      | Finale nazionale, 17 marzo 1983                            |
| Belgio                   | Pas de Deux                 | Rendez-vous             | Olandese     | Eurosong 1983, 19 marzo 1983                               |
| Cipro                    | Stavros & Constantina       | I Agapi Akoma Zi        | Greco        | Interno                                                    |
| Danimarca                | Gry Johansen                | Kloden drejer           | Danese       | Dansk Melodi Grand Prix 1983, 5 marzo 1983                 |
| Finlandia                | Ami Aspelund                | Fantasiaa               | Finlandese   | Euroviisukarsinta 1983, 28 gennaio 1983                    |
| Francia                  | Guy Bonnet                  | Vivre                   | Francese     | Finale nazionale, 20 marzo 1983                            |
| Germania (organizzatore) | Hoffmann & Hoffmann         | Rücksicht               | Tedesco      | Ein Lied für München, 19 marzo 1983                        |
| Grecia                   | Christie Stasinopoulou      | Mou Les                 | Greco        | Ellinikós Telikós 1983, 18 marzo 1983                      |
| Israele                  | Ofra Haza                   | Hi                      | Ebraico      | Kdam Eurovision 1983                                       |
| Italia                   | Riccardo Fogli              | Per Lucia               | Italiano     | Interno                                                    |
| Jugoslavia               | Daniel                      | Džuli                   | Serbo-croato | Jugovizija 1983, 4 marzo 1983                              |
| Lussemburgo              | Corinne Hermès              | Si la vie est cadeau    | Francese     | Interno                                                    |
| Norvegia                 | Jahn Teigen                 | Do Re Mi                | Norvegese    | Melodi Grand Prix 1983, 25 febbraio 1983                   |
| Paesi Bassi              | Bernadette                  | Sing Me a Song          | Olandese     | Nationaal Songfestival 1983, 23 febbraio 1983              |
| Portogallo               | Armando Gama                | Esta balada que te dou  | Portoghese   | Festival da Canção 1983, 5 marzo 1983                      |
| Regno Unito              | Sweet Dreams                | I'm Never Giving Up     | Inglese      | A Song For Europe 1983, 24 marzo 1983                      |
| Spagna                   | Remedios Amaya              | ¿Quién maneja mi barca? | Spagnolo     | Interno                                                    |
| Svezia                   | Carola Häggkvist            | Främling                | Svedese      | Melodifestivalen 1983, 26 febbraio 1983                    |
| Svizzera                 | Mariella Farré              | Io così non ci sto      | Italiano     | Concours Eurovision 1983, 26 gennaio 1983                  |
| Turchia                  | Çetin Alp & the Short Waves | Opera                   | Turco        | 7. Eurovision Şarkı Yarışması Türkiye Finali, 4 marzo 1983 |

### Artisti ritornanti
- Guy Bonnet (Francia 1970)
- Jahn Teigen (Norvegia 1978, Norvegia 1982 - insieme ad Anita Skorgan)

## Struttura di voto
Ogni paese premia con dodici, dieci, otto e dal sette all'uno, punti per le proprie dieci canzoni preferite.

## Orchestra
Diretta dai maestri: Allan Botschinsky (Danimarca), Michel Bernholc (Lussemburgo), Nanssi Sliviu Brandes (Israele), John Coleman (Regno Unito), Anders Ekdahl (Svezia), José Miguel Evóra (Spagna), Maurizio Fabrizio (Italia), Sigurd Jansen (Norvegia), Richard Österreicher (Austria), Radovan Papovic (Jugoslavia), Mimis Plessas (Grecia), François Raubèr (Francia), Dieter Reith (Germania), Michalis Rozakis (Cipro), Ossi Runne (Finlandia), Mike Sergeant (Portogallo), Piet Souer (Paesi Bassi), Freddy Sunder (Belgio), Bugra Ugur (Turchia) e Robert Weber (Svizzera).

## Classifica
| N° | Stato          | Cantante                    | Canzone                 | Punti | Posizione |
| -- | -------------- | --------------------------- | ----------------------- | ----- | --------- |
| 01 | Francia        | Guy Bonnet                  | Vivre                   | 56    | 8         |
| 02 | Norvegia       | Jahn Teigen                 | Do re mi                | 53    | 9         |
| 03 | Regno Unito    | Sweet Dreams                | I'm Never Giving Up     | 79    | 6         |
| 04 | Svezia         | Carola                      | Främling                | 126   | 3         |
| 05 | Italia         | Riccardo Fogli              | Per Lucia               | 41    | 11        |
| 06 | Turchia        | Çetin Alp & The Short Waves | Opera                   | 0     | 19        |
| 07 | Spagna         | Remedios Amaya              | ¿Quién maneja mi barca? | 0     | 19        |
| 08 | Svizzera       | Mariella Farré              | Io così non ci sto      | 28    | 15        |
| 09 | Finlandia      | Ami Aspelund                | Fantasiaa               | 41    | 11        |
| 10 | Grecia         | Christina Stasinopoulou     | Mou les                 | 32    | 14        |
| 11 | Paesi Bassi    | Bernadette                  | Sing Me A Song          | 66    | 7         |
| 12 | Jugoslavia     | Danijel                     | Džuli                   | 125   | 4         |
| 13 | Cipro          | Stavros & Konstantina       | I agapi akome zi        | 26    | 16        |
| 14 | Germania Ovest | Hoffmann & Hoffmann         | Rücksicht               | 94    | 5         |
| 15 | Danimarca      | Gry                         | Kloden drejer           | 16    | 17        |
| 16 | Israele        | Ofra Haza                   | Hai                     | 136   | 2         |
| 17 | Portogallo     | Armando Gama                | Esta balada que te dou  | 33    | 13        |
| 18 | Austria        | Westend                     | Hurricane               | 53    | 9         |
| 19 | Belgio         | Pas de Deux                 | Rendez-vous             | 13    | 18        |
| 20 | Lussemburgo    | Corinne Hermès              | Si la vie est cadeau    | 142   | 1         |

12 punti
| N. | A           | Da                                                       |
| -- | ----------- | -------------------------------------------------------- |
| 6  | Lussemburgo | Francia, Grecia, Israele, Italia, Jugoslavia, Portogallo |
| 5  | Jugoslavia  | Belgio, Danimarca, Finlandia, Regno Unito, Turchia       |
| 2  | Grecia      | Cipro, Spagna                                            |
| 2  | Israele     | Austria, Paesi Bassi                                     |
| 2  | Svezia      | Germania, Norvegia                                       |
| 1  | Germania    | Lussemburgo                                              |
| 1  | Paesi Bassi | Svizzera                                                 |
| 1  | Regno Unito | Svezia                                                   |